# Kunming Open 2019
Die Kunming Open 2019 waren ein Tennisturnier des ITF Women’s World Tennis Tour 2019 für Damen und ein Tennisturnier der ATP Challenger Tour 2019 für Herren in Anning (Kunming). Beide Turniere fanden zeitgleich vom 15. April bis 21. April 2019 statt.